# Equipo femenino de gimnasia artística de la Unión Soviética
El equipo femenino de gimnasia artística de la Unión Soviética representó a la Unión Soviética en las competiciones internacionales de la FIG. Fueron la fuerza dominante en el deporte desde la década de 1950 hasta el colapso de la Unión Soviética. Lideran el medallero de gimnasia artística femenina con 88 medallas, incluidas 33 de oro. Larisa Latýnina es también la atleta femenina más condecorada en los Juegos Olímpicos con un total de 18 medallas.

## Historia
La Unión Soviética ganó la medalla de oro por equipos en los Juegos Olímpicos de 1952, los primeros Juegos Olímpicos en los que participó la Unión Soviética, y ganaron el oro por equipos en los siguientes siete juegos. La racha ganadora fue interrumpida por el boicot de los Juegos Olímpicos de 1984, pero ganaron el oro en los Juegos Olímpicos de 1988, los últimos Juegos Olímpicos en los que participó la Unión Soviética. El Equipo Unificado ganó el oro por equipos en los Juegos Olímpicos de 1992. La Unión Soviética ganó el oro por equipos en todos los Campeonatos del Mundo en los que compitió (1954-1991) excepto en 1966, 1979 y 1987, donde ganó la plata.

## Resultados

### Juegos Olímpicos
- 1952 — 
Nina Bocharova, Pelageya Danílova, María Gorojóvskaya, Medea Jugeli, Yekaterina Kalinchuk, Galina Sarabidze, Galina Shamrai, Galina Urbanóvich
- 1956 — 
Polina Astájova, Lidiya Ivanova, Larisa Latýnina, Tamara Mánina, Sofia Murátova, Liudmila Yegórova
- 1960 — 
Polina Astájova, Lidiya Ivanova, Larisa Latýnina, Sofia Murátova, Margarita Nikoláyeva, Tamara Liújina
- 1964 — 
Polina Astájova, Liudmila Grómova, Larisa Latýnina, Tamara Mánina, Yelena Volchetskaya, Tamara Liújina
- 1968 — 
Liubov Burdá, Olga Karasiova, Natalia Kuchínskaya, Larisa Pétrik, Liudmila Turíshcheva, Zinaída Vorónina
- 1972 — 
Liubov Burdá, Olga Kórbut, Antonina Koshel, Tamara Lazakóvich, Elvira Saadi, Liudmila Turíshcheva
- 1976 — 
Mariya Filátova, Svetlana Grozdova, Neli Kim, Olga Kórbut, Elvira Saadi, Liudmila Turíshcheva
- 1980 — 
Yelena Davýdova, Mariya Filátova, Neli Kim, Yelena Naimúshina, Natalia Sháposhnikova, Stela Zajárova
- 1984 — No participó
- 1988 — 
Svetlana Baítova, Svetlana Boguínskaya, Natalia Lashchenova, Yelena Shevchenko, Yelena Shushunova, Olga Strázheva

### Campeonato Mundial
- 1934 — No participó
- 1938 — No participó
- 1950 — No participó
- 1954 — 
Nina Bocharova, Pelageya Danílova, María Gorojóvskaya, Larisa Diriy, Tamara Mánina, Sofia Murátova, Galina Rud'ko, Galina Sarabidze
- 1958 — 
Polina Astájova, Raisa Borisova, Lidiya Kalinina, Larisa Latýnina, Tamara Mánina, Sofia Murátova
- 1962 — 
Polina Astájova, Lidiya Ivanova, Larisa Latýnina, Tamara Mánina, Sofia Murátova, Irina Pervúschina
- 1966 — 
Polina Astájova, Zinaida Druzhinina, Olga Karasiova, Natalia Kuchínskaya, Larisa Latýnina, Larisa Pétrik
- 1970 — 
Liubov Burdá, Olga Karasiova, Tamara Lazakóvich, Larisa Pétrik, Liudmila Turíshcheva, Zinaída Vorónina
- 1974 — 
Nina Dronova, Neli Kim, Olga Kórbut, Elvira Saadi, Rusudan Sikharulidze, Liudmila Turíshcheva
- 1978 — 
Svetlana Agapova, Tatiana Arzhannikova, Mariya Filátova, Neli Kim, Yelena Mújina, Natalia Sháposhnikova
- 1979 — 
Mariya Filátova, Neli Kim, Yelena Naimúshina, Natalia Sháposhnikova, Natalia Tereschenko, Stela Zajárova
- 1981 — 
Olga Bicherova, Yelena Davýdova, Mariya Filátova, Natalia Ilienko, Yelena Polevaya, Stela Zajárova
- 1983 — 
Olga Bicherova, Tatiana Frolova, Natalia Ilienko, Olga Mostepánova, Albina Shishova, Natalia Yúrchenko
- 1985 — 
Irina Baraksánova, Vera Kolésnikova, Olga Mostepánova, Oksana Omeliánchik, Yelena Shushunova, Natalia Yúrchenko
- 1987 — 
Svetlana Baítova, Svetlana Boguínskaya, Yelena Gúrova, Oksana Omeliánchik, Yelena Shushunova, Tatiana Túzhikova
- 1989 — 
Svetlana Baítova, Svetlana Boguínskaya, Olesia Dúdnik, Natalia Lashchiónova, Yelena Sazonénkova, Olga Strázheva
- 1991 — 
Svetlana Boguínskaya, Oksana Chusovítina, Rozáliya Galíyeva, Tatiana Gutsu, Natalia Kalínina, Tatiana Lysenko

## Gimnastas más condecoradas
Esta lista incluye a todas las gimnastas artísticas soviéticas que han ganado al menos cuatro medallas en los Juegos Olímpicos y el Campeonato Mundial de Gimnasia Artística combinados. Esta lista no incluye las medallas ganadas después de la disolución de la Unión Soviética, incluidas las medallas ganadas como Equipo Unificado en los Juegos Olímpicos o como Comunidad de Estados Independientes en 1992; esta tabla solo incluye medallas ganadas bajo la bandera de la Unión Soviética. Tampoco se incluyen las medallas ganadas en los Juegos de la Amistad de 1984 (Olimpiadas alternativas).
Además, las medallas ganadas en el Aparato portátil del equipo en los Juegos Olímpicos de 1952 o 1956 se encuentran debajo de la columna Equipo y están designadas con un asterisco(*).
| Pos. | Gimnasta              | Periodo   | Equipo                                   | AA                       | SC                       | BA                       | VE                  | SL                       | Total en Olímpicos | Total en el Mundo | Total |
| ---- | --------------------- | --------- | ---------------------------------------- | ------------------------ | ------------------------ | ------------------------ | ------------------- | ------------------------ | ------------------ | ----------------- | ----- |
| 1    | Larisa Latýnina       | 1954–1966 | 1954 1956* 1956 1958 1960 1962 1964 1966 | 1956 1958 1960 1962 1964 | 1956 1958 1960 1962 1964 | 1956 1958 1960 1962 1964 | 1958 1960 1962 1964 | 1956 1958 1960 1962 1964 | 14                 | 18                | 32    |
| 2    | Liudmila Turíshcheva  | 1968–1976 | 1968 1970 1972 1974 1976                 | 1970 1972 1974 1976      | 1970 1972 1974 1976      | 1970 1974                | 1974                | 1970 1972 1974 1976      | 9                  | 11                | 20    |
| 3    | Neli Kim              | 1974–1979 | 1974 1976 1978 1979 1980                 | 1976 1978 1979           | 1976 1978 1979           |                          | 1974 1979           | 1976 1978 1979 1980      | 6                  | 11                | 17    |
| 4    | Yelena Shushunova     | 1985–1988 | 1985 1987 1988                           | 1985 1987 1988           | 1985 1987                | 1987 1988                | 1985 1987 1988      | 1985 1987                | 4                  | 11                | 15    |
| 5    | Tamara Mánina         | 1954–1964 | 1954 1956 1956* 1958 1962 1964           | 1958                     | 1954 1956 1958 1962      |                          | 1956 1964           | 1954                     | 6                  | 8                 | 14    |
| 6    | Polina Astájova       | 1956–1964 | 1956 1956* 1958 1960 1962 1964 1966      | 1960 1964                |                          | 1960 1964 1958           |                     | 1960 1964                | 10                 | 4                 | 14    |
| 7    | Sofia Murátova        | 1954–1962 | 1954 1956 1956* 1958 1960 1962           | 1956 1960                | 1958 1960                | 1956                     | 1958 1960           |                          | 8                  | 5                 | 13    |
| 8    | Svetlana Boguínskaya  | 1987–1991 | 1987 1988 1989 1991                      | 1988 1989 1991           | 1988                     |                          | 1987 1991           | 1988 1989                | 4                  | 8                 | 12    |
| 9    | Olga Kórbut           | 1972–1976 | 1972 1974 1976                           | 1974                     | 1974                     | 1972 1974                | 1972 1974 1976      | 1972 1974                | 5                  | 7                 | 12    |
| 10   | Natalia Kuchínskaya   | 1966–1968 | 1966 1968                                | 1966 1968                | 1966                     | 1966                     | 1966 1968           | 1966 1968                | 4                  | 6                 | 10    |
| 11   | Zinaída Vorónina      | 1966–1970 | 1966 1968 1970                           | 1968 1970                | 1968                     | 1966 1968 1970           |                     | 1970                     | 4                  | 6                 | 10    |
| 12   | María Gorojóvskaya    | 1952–1954 | 1952 1952* 1954                          | 1952                     | 1952                     | 1952                     | 1952                | 1952 1954                | 7                  | 2                 | 9     |
| 13   | Mariya Filátova       | 1976–1981 | 1976 1978 1979 1980 1981                 | 1981                     |                          | 1980                     |                     |                          | 3                  | 4                 | 7     |
| 14   | Yelena Davýdova       | 1980–1981 | 1980 1981                                | 1980 1981                |                          | 1981                     | 1980                | 1981                     | 3                  | 4                 | 7     |
| 15   | Larisa Pétrik         | 1966–1970 | 1966 1968 1970                           |                          |                          |                          | 1966 1968 1970      | 1968                     | 3                  | 4                 | 7     |
| 15   | Natalia Sháposhnikova | 1978–1980 | 1978 1979 1980                           | 1978                     | 1980                     |                          | 1980                | 1980                     | 4                  | 3                 | 7     |
| 17   | Lidiya Ivanova        | 1956–1962 | 1956 1956* 1958 1960 1962                |                          | 1958                     |                          |                     |                          | 3                  | 3                 | 6     |
| 18   | Nina Bocharova        | 1952–1954 | 1952 1952* 1954                          | 1952                     |                          |                          | 1952                |                          | 4                  | 1                 | 5     |
| 18   | Olga Mostepánova      | 1983–1985 | 1983 1985                                | 1983                     |                          |                          | 1983                | 1983                     | 0                  | 5                 | 5     |
| 18   | Yelena Mújina         | 1978      | 1978                                     | 1978                     |                          | 1978                     | 1978                | 1978                     | 0                  | 5                 | 5     |
| 18   | Galina Shamrai        | 1952–1954 | 1952 1952* 1954                          | 1954                     |                          | 1954                     |                     |                          | 2                  | 3                 | 5     |
| 22   | Stela Zajárova        | 1979–1981 | 1979 1980 1981                           |                          | 1979 1981                |                          |                     |                          | 1                  | 4                 | 5     |
| 23   | Tamara Lazakóvich     | 1970–1972 | 1970 1972                                | 1972                     |                          |                          | 1972                | 1972                     | 4                  | 1                 | 5     |
| 24   | Oksana Omeliánchik    | 1985–1987 | 1985                                     | 1985                     | 1987                     |                          |                     | 1985                     | 0                  | 4                 | 4     |
| 25   | Liubov Burdá          | 1968–1970 | 1968 1970 1972                           |                          | 1970                     |                          |                     |                          | 2                  | 2                 | 4     |
| 26   | Olga Karasiova        | 1966–1970 | 1966 1968 1970                           |                          |                          |                          |                     | 1970                     | 2                  | 2                 | 4     |
| 27   | Galina Sarabidze      | 1952–1954 | 1952 1952* 1954                          |                          | 1952                     |                          |                     |                          | 3                  | 1                 | 4     |
| 27   | Irina Pervúschina     | 1962      | 1962                                     | 1962                     |                          | 1962                     |                     | 1962                     | 0                  | 4                 | 4     |
| 29   | Olga Strázheva        | 1988–1989 | 1988 1989                                | 1989                     |                          | 1989                     |                     |                          | 1                  | 3                 | 4     |
| 29   | Tamara Liújina        | 1960–1964 | 1960 1964                                |                          |                          | 1960                     |                     | 1960                     | 4                  | 0                 | 4     |